# Ancistrocerus
Ancistrocerus es un género ampliamente distribuido de avispas alfareras, presente en muchas regiones biogeográficas del mundo. Carecen de peciolo y tienen un surco transversal en la terga del primer segmento metasómico con una lámina propodeal completamente fusionada a la carina submarginal.
El nombre del género quiere decir "cuerno torcido" y se refiere al último segmento curvado de la antena, característico de los machos de muchas especies de la subfamilia Eumeninae. Se usan diferentes variaciones de este nombre para denominar a otros géneros, tales como Ancistroceroides, Parancistrocerus, Orancistrocerus, Tachyancistrocerus, etc.

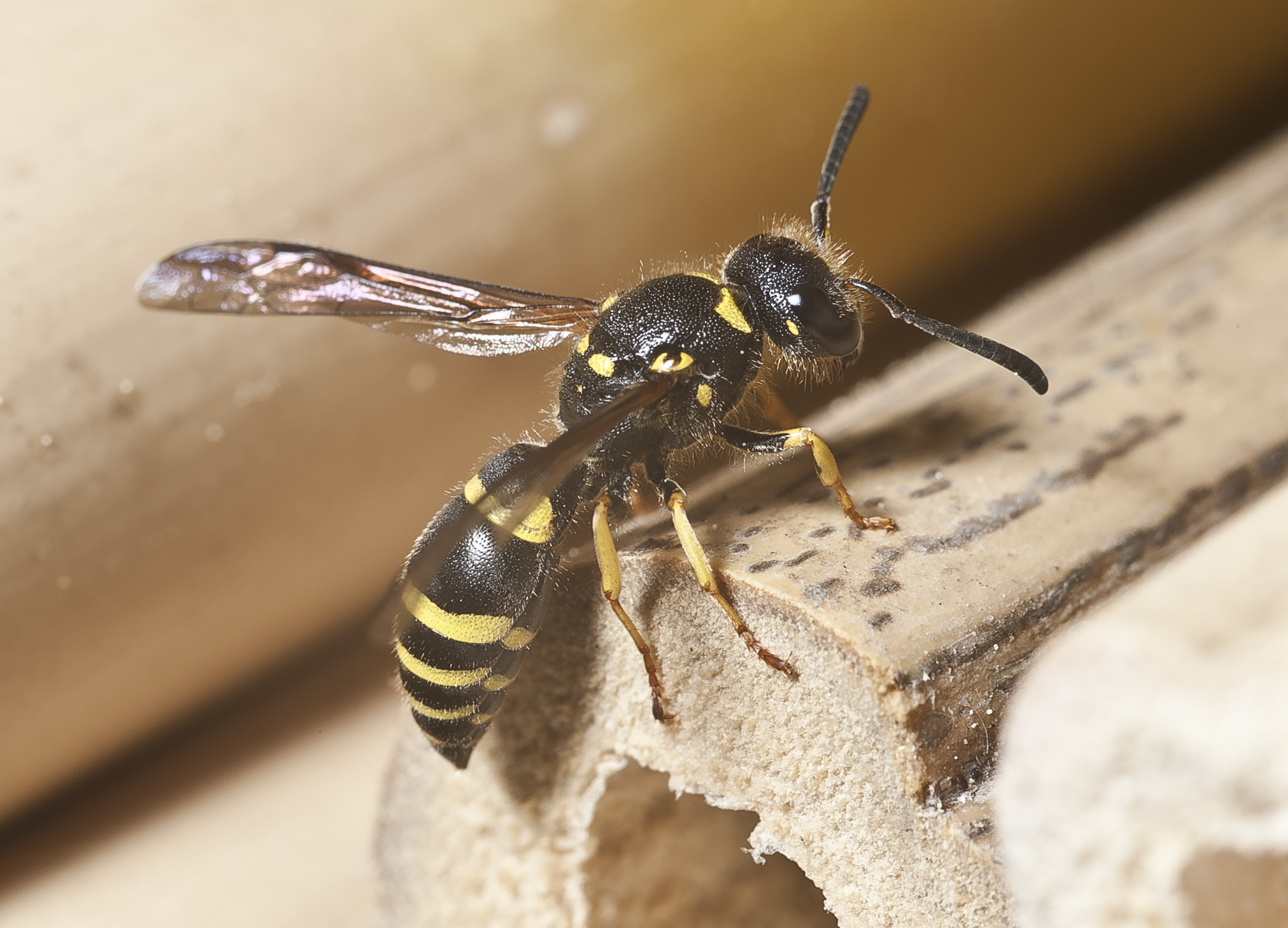
Ancistrocerus nigricornis

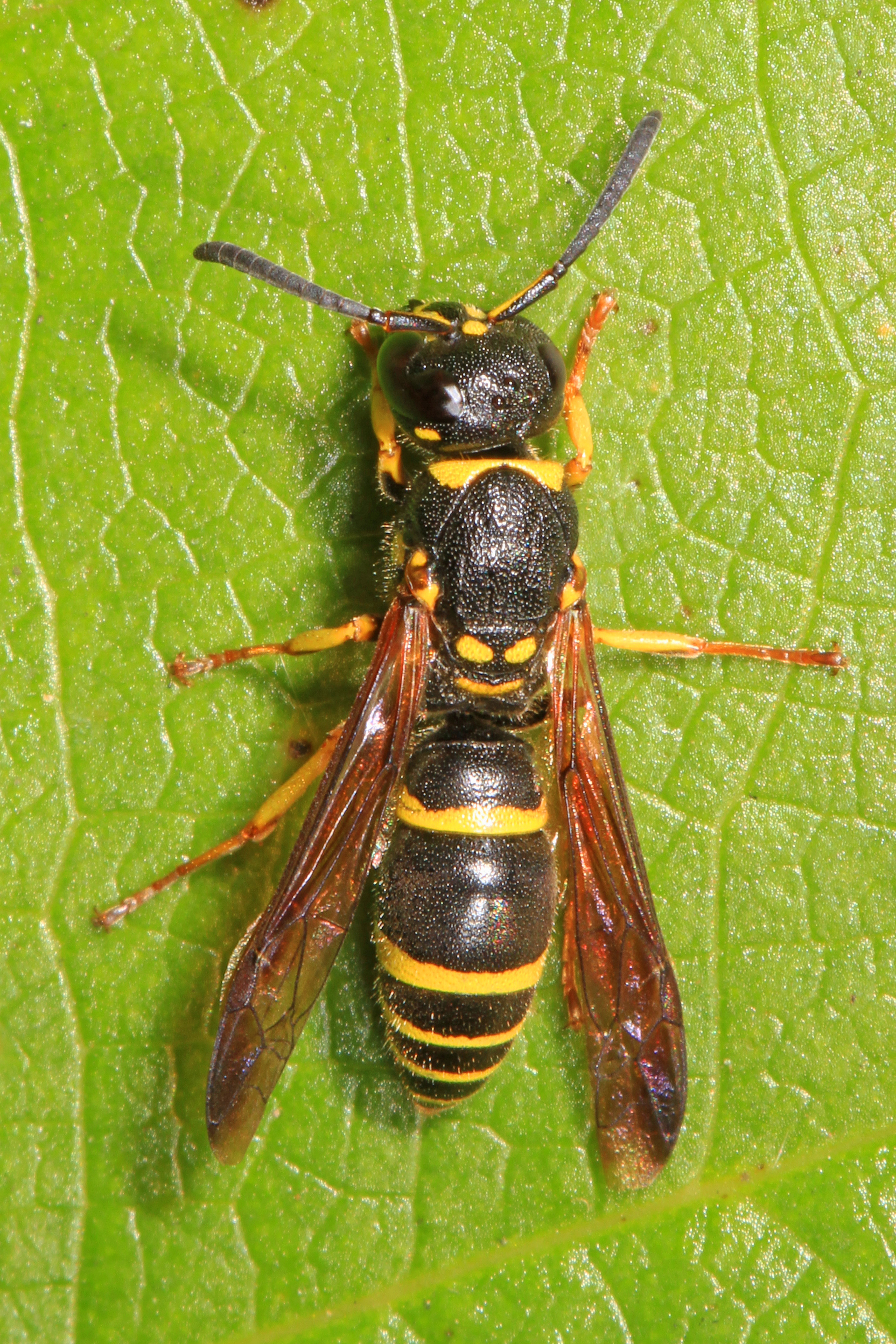
Ancistrocerus adabiatus

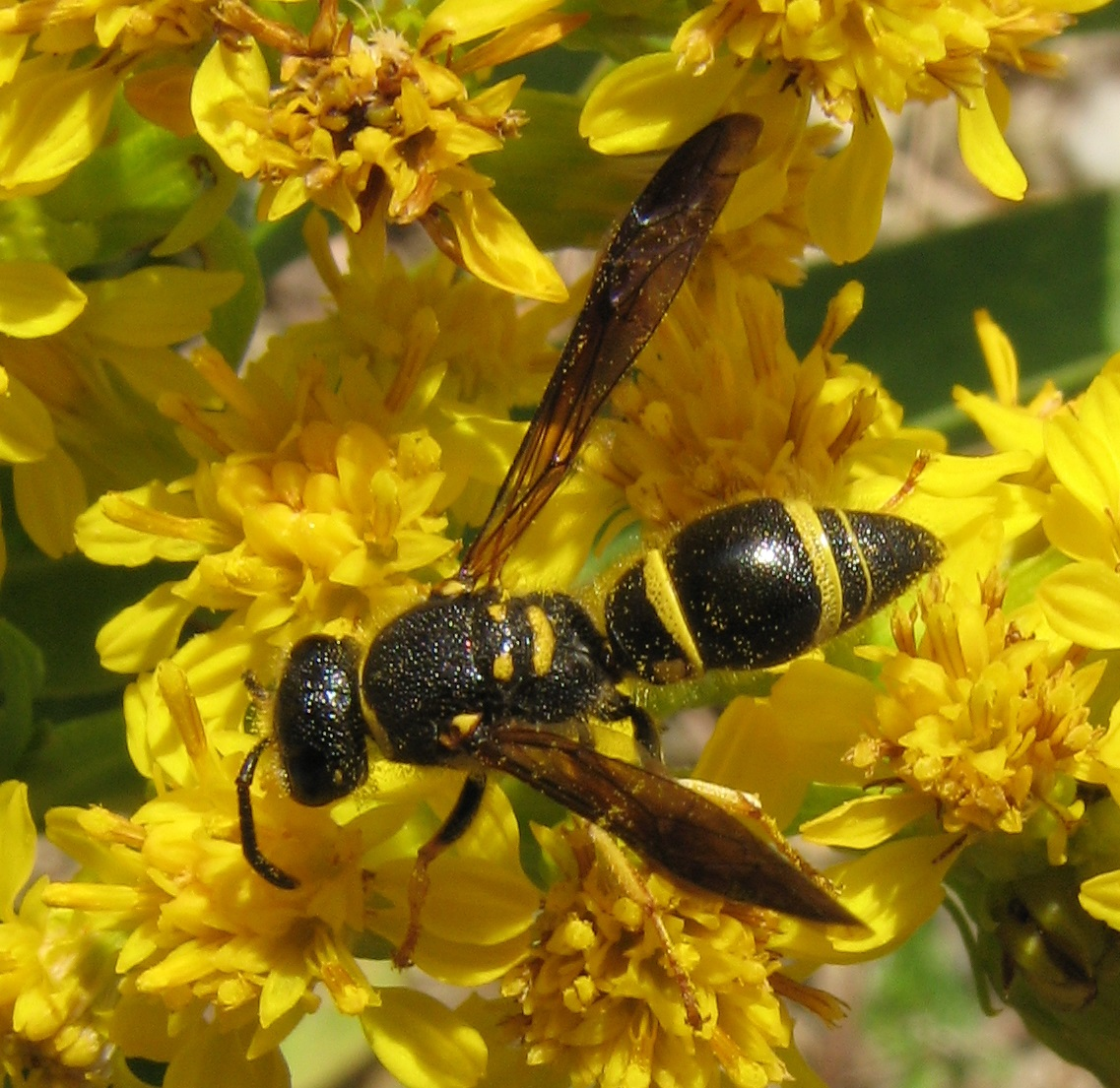
Ancistrocerus campestris en Solidago

## Especies
Se reconocen 175 especies en el género.
- Ancistrocerus abditus
- Ancistrocerus acanthopus
- Ancistrocerus adenensis
- Ancistrocerus adiabatus
- Ancistrocerus agilis
- Ancistrocerus andreinii
- Ancistrocerus androcles
- Ancistrocerus angulata
- Ancistrocerus antilope
- Ancistrocerus antoni
- Ancistrocerus arcanus
- Ancistrocerus aristae
- Ancistrocerus assamensis
- Ancistrocerus atlanticus
- Ancistrocerus atropos
- Ancistrocerus auctus
- Ancistrocerus aureovillosus
- Ancistrocerus baluchistanensis
- Ancistrocerus behrensi
- Ancistrocerus beieri
- Ancistrocerus belizensis
- Ancistrocerus biphaleratus
- Ancistrocerus birenimaculatus
- Ancistrocerus bolivianus
- Ancistrocerus boreanus
- Ancistrocerus borneanus
- Ancistrocerus budongo
- Ancistrocerus burensis
- Ancistrocerus bustamente
- Ancistrocerus caelestimontanus
- Ancistrocerus camicrus
- Ancistrocerus campestris
- Ancistrocerus capensis
- Ancistrocerus carinicollis
- Ancistrocerus catskill
- Ancistrocerus cervus
- Ancistrocerus chotanensis
- Ancistrocerus cingulatus
- Ancistrocerus claripennis
- Ancistrocerus contrarius
- Ancistrocerus coreanus[2]
- Ancistrocerus cupreipennis
- Ancistrocerus danticoides
- Ancistrocerus densepilosellus[2]
- Ancistrocerus dolosus
- Ancistrocerus domesticus[3]
- Ancistrocerus durangoensis
- Ancistrocerus dusmetiolus
- Ancistrocerus ebusianus
- Ancistrocerus epicus
- Ancistrocerus erythropus
- Ancistrocerus extremus[4]
- Ancistrocerus fasciaticollis
- Ancistrocerus ferghanicus
- Ancistrocerus ferrugineoclypeatus
- Ancistrocerus flavomarginatus
- Ancistrocerus fluvialis
- Ancistrocerus fortunatus
- Ancistrocerus frigidus
- Ancistrocerus fukaianus
- Ancistrocerus fulvitarsis
- Ancistrocerus gazella
- Ancistrocerus geae
- Ancistrocerus haematodes
- Ancistrocerus handschini
- Ancistrocerus hangaicus
- Ancistrocerus heirinus
- Ancistrocerus hirsutus
- Ancistrocerus ichneumonideus
- Ancistrocerus impunctatus
- Ancistrocerus isla[5]
- Ancistrocerus japonicus
- Ancistrocerus kazbekianus
- Ancistrocerus kenyaensis
- Ancistrocerus kerneri
- Ancistrocerus khangmarensis
- Ancistrocerus kitcheneri
- Ancistrocerus krausei
- Ancistrocerus laminiger
- Ancistrocerus leleji[2]
- Ancistrocerus lindemanni
- Ancistrocerus lineaticollis
- Ancistrocerus lineativentris
- Ancistrocerus longipilosus
- Ancistrocerus longispinosus
- Ancistrocerus lucasius
- Ancistrocerus lufirae
- Ancistrocerus lutonidus
- Ancistrocerus maculiscapus
- Ancistrocerus madaera
- Ancistrocerus managuaensis
- Ancistrocerus maroccanus
- Ancistrocerus massaicus
- Ancistrocerus massanensis
- Ancistrocerus matangensis
- Ancistrocerus melanocerus
- Ancistrocerus melanurus
- Ancistrocerus microcynoeca
- Ancistrocerus minnesotaensis
- Ancistrocerus mongolicus
- Ancistrocerus monstricornis
- Ancistrocerus montuosus
- Ancistrocerus morator
- Ancistrocerus multipictus
- Ancistrocerus neavei
- Ancistrocerus neuvillei
- Ancistrocerus nigricapitus
- Ancistrocerus nigricornis
- Ancistrocerus nilensis
- Ancistrocerus ochraceopictus
- Ancistrocerus oviventris
- Ancistrocerus pakistanus
- Ancistrocerus palaestinicus
- Ancistrocerus paracallosus
- Ancistrocerus parapoloi
- Ancistrocerus parietinus
- Ancistrocerus parietum
- Ancistrocerus parredes
- Ancistrocerus pelias
- Ancistrocerus philippinus
- Ancistrocerus pilosus
- Ancistrocerus punjabensis
- Ancistrocerus quebecensis
- Ancistrocerus raddei
- Ancistrocerus reconditus
- Ancistrocerus reflexus
- Ancistrocerus renimacula
- Ancistrocerus rhipheus
- Ancistrocerus rhodensis
- Ancistrocerus rivularis
- Ancistrocerus robertsianus
- Ancistrocerus roubaudi
- Ancistrocerus rubrotinctus
- Ancistrocerus rufoluteus
- Ancistrocerus rufopictus
- Ancistrocerus sabahensis
- Ancistrocerus santa-annae
- Ancistrocerus satyrus
- Ancistrocerus scoticus
- Ancistrocerus septemfasciatus
- Ancistrocerus serenus
- Ancistrocerus sichelii
- Ancistrocerus sikhimensis
- Ancistrocerus similis
- Ancistrocerus simulator
- Ancistrocerus sounkionis
- Ancistrocerus spilogaster
- Ancistrocerus spinolae
- Ancistrocerus stevensoni
- Ancistrocerus stevensonii
- Ancistrocerus striativentris
- Ancistrocerus tahoensis
- Ancistrocerus taikonus
- Ancistrocerus tardinotus
- Ancistrocerus tenebrosus[6]
- Ancistrocerus tenellus
- Ancistrocerus terayamai
- Ancistrocerus terekensis
- Ancistrocerus thalassarctos
- Ancistrocerus tibetanus
- Ancistrocerus tinctipennis
- Ancistrocerus tityrus
- Ancistrocerus trichionotus
- Ancistrocerus trifasciatus
- Ancistrocerus triphaleratus
- Ancistrocerus tuberculocephalus
- Ancistrocerus tussaci
- Ancistrocerus unifasciatus
- Ancistrocerus unimarginatus
- Ancistrocerus vigilans
- Ancistrocerus waldenii
- Ancistrocerus waltoni
- Ancistrocerus xanthodesmus
- Ancistrocerus xanthozonus
- Ancistrocerus zebra